# Oswin Veith

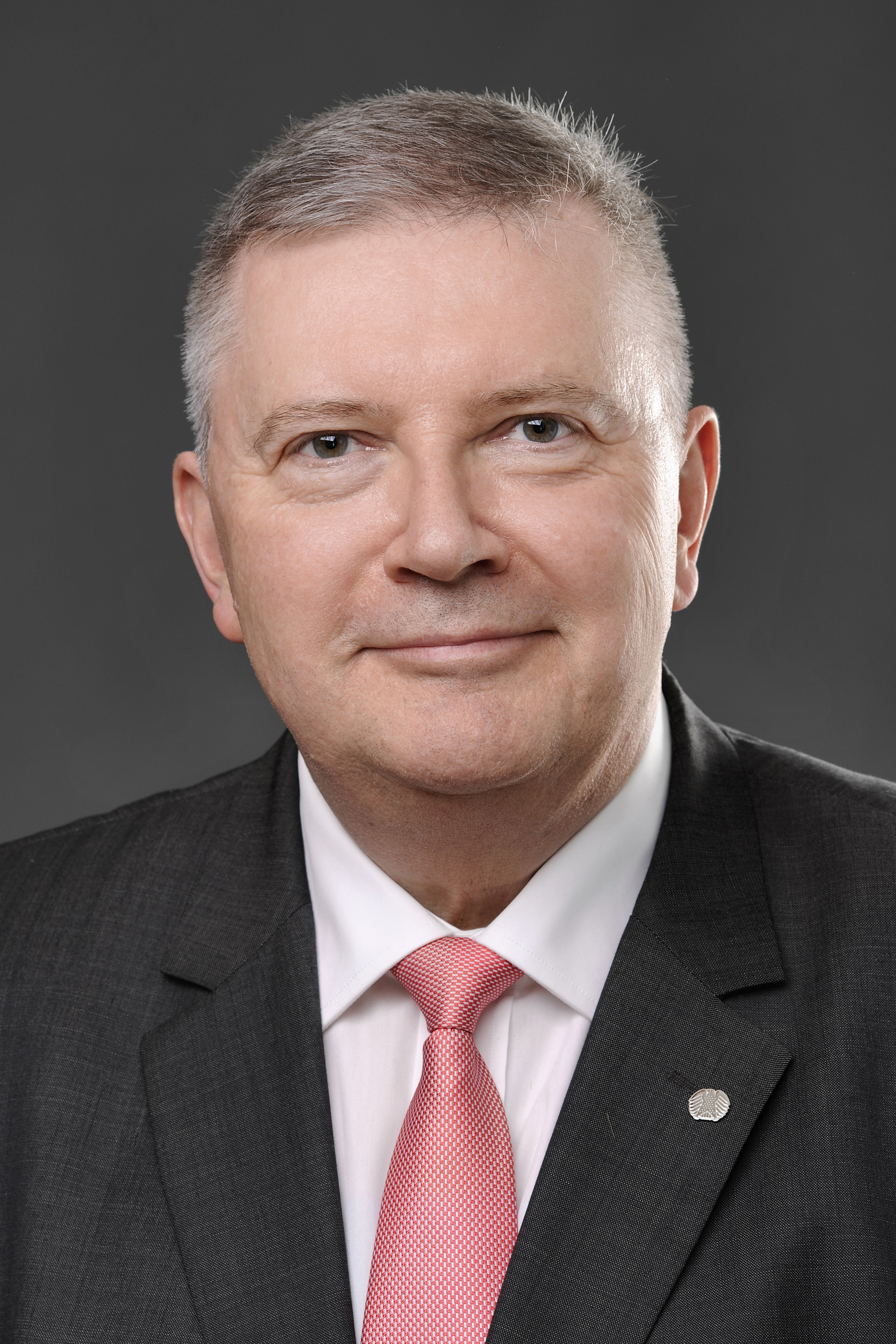
Oswin Veith (2015)

Oswin Veith (* 16. Mai 1961 in Ober-Wöllstadt) ist ein deutscher Politiker (CDU) und Verwaltungsjurist. Von September 2013 bis März 2020 war er Mitglied des Deutschen Bundestags. Er war von 2016 bis 2019 Präsident des Reservistenverbandes und ist Vizepräsident des Förderkreises Deutsches Heer.

## Ausbildung und Beruf
Veith legte 1980 am Burggymnasium Friedberg sein Abitur ab. Im Anschluss daran leistete er seinen Grundwehrdienst ab und durchlief als Wehrpflichtiger die Ausbildung zum Reserveoffizier.
1981 begann Veith das Studium der Rechts- und Staatswissenschaften an der Justus-Liebig-Universität in Gießen, das er mit dem ersten und dem zweiten juristischen Staatsexamen abschloss.
Von 1991 bis 1994 war Veith als Referent für Staats- und Verfassungsrecht, Rechtsberater und Wehrdisziplinaranwalt sowie Rechtsdozent für den Bundesminister der Verteidigung und anschließend bis 1995 als wissenschaftlicher Mitarbeiter des Bundesministers der Justiz am Bundesverwaltungsgericht Berlin tätig. 1993 wurde er zum Regierungsrat und 1994 zum Oberregierungsrat ernannt. 1995 berief ihn der Präsident des Hessischen Rechnungshofs in Darmstadt zu seinem persönlichen Referenten, Pressesprecher und Prüfungsgruppenleiter. 1996 erfolgte seine Ernennung zum Regierungsdirektor.

## Partei
Veith ist seit 1985 Mitglied der CDU. Von 1986 bis 1995 war er Pressesprecher der CDU Wöllstadt und von 1998 bis 2006 Vorstandsmitglied des Stadtverbandes Butzbach. Seit 2006 ist er im Kreisvorstand der CDU Wetterau. Dort war er von 2008 bis 2010 Schriftführer, 2008 Landratskandidat sowie 2011 und 2016 Spitzenkandidat zur Kommunalwahl im Wetteraukreis und von 2012 bis 2019 Kreisvorsitzender der Kommunalpolitischen Vereinigung (KPV) der CDU Wetterau. 2013 wurde er von seiner Partei als Bundestagskandidat für den Wahlkreis 177 nominiert.

## Bürgermeister der Stadt Butzbach 1998 bis 2006
Nachdem er 1993 Bürgermeisterkandidat in Alsfeld war, gewann Veith 1997 mit 50,9 Prozent der Stimmen in der Stichwahl die Direktwahl zum Bürgermeister in Butzbach und trat am 26. März 1998 sein neues Amt an. Bei der folgenden Bürgermeisterwahl am 28. September 2003 wurde Oswin Veith im ersten Wahlgang mit 60,5 % der Stimmen darin bestätigt.
Während seiner Zeit als Bürgermeister übernahm Veith für achteinhalb Jahre die Geschäftsführung der Butzbacher Wohnungsgesellschaft und war Aufsichtsratsvorsitzender der Energie und Versorgung Butzbach sowie der Landgrafenschloss-Gesellschaft Butzbach. Auch war er Mitglied des Präsidiums des Hessischen Städtetages (2002–2006) und des Hessischen Städte- und Gemeindebundes (2003–2006).
Er initiierte die Gründung eines Kinder- und Jugendbeirates sowie eines Seniorenbeirates und führte den Kulturpreis der Stadt wieder ein. Des Weiteren schuf er die Bürgermedaille als fortan höchste städtische Auszeichnung für besondere Verdienste um das Gemeinwesen.

## Vize-Landrat des Wetteraukreises
Nach seiner Wahl zum Ersten Kreisbeigeordneten im Wetteraukreis am 31. August 2006 gab Veith sein Bürgermeisteramt in Butzbach auf und trat sein neues Amt am 9. Oktober 2006 an. Zunächst war Veith als Kämmerer sowie als Finanz-, Personal-, Schulbau- und Krankenhausdezernent und ab August 2008 auch als Sozial- und Familiendezernent tätig.

## Bundestagsabgeordneter
Bei der Bundestagswahl 2013 gewann Veith im Bundestagswahlkreis Wetterau I mit 47,1 Prozent der Erststimmen das Direktmandat. Im 18. Deutschen Bundestag war er ordentliches Mitglied im Innenausschuss und im Unterausschuss Kommunales, stellvertretendes Mitglied im Ausschuss für Arbeit und Soziales und im Verteidigungsausschuss sowie im Gemeinsamen Ausschuss.
Bei der Bundestagswahl 2017 konnte Veith den Wahlkreis Wetterau erneut für sich gewinnen und zog mit 36,4 Prozent der Erststimmen in den 19. Deutscher Bundestag ein. Im September 2019 wurde bekannt, dass Veith sein Bundestagsmandat im Februar 2020 niederlegen wird, da er am 1. Januar 2020 die Stelle als Vorsitzender der Oberhessische Versorgungsbetriebe AG (OVAG) antritt, in deren Aufsichtsrat er schon 2017 gewählt wurde. Er legte sein Mandat am 1. März nieder und ist mit Ablauf des 1. März 2020 aus dem Bundestag ausgeschieden, Nachrücker war Bernd Siebert.

## Bundeswehr
Nach seinem Abitur 1980 leistete Veith seinen Grundwehrdienst (W15) in der Fernmeldetruppe des Heeres ab, bevor er die Reserveoffizierslaufbahn einschlug und dabei zuletzt 2011 zum Oberst befördert wurde.
Als beorderter Reservist der Personalreserve ist Veith als Oberst seit 2010 gespiegelter Leiter einer Generalstabsabteilung einer der drei verbliebenen Divisionen des Heeres. Er hat diverse Wehrübungen (Reservistendienste) abgeleistet, darunter zahlreiche bei NATO-Partnern im Ausland, wie u. a. an der Royal Military Academy Sandhurst in England. Veith war Mitglied der deutschen CIOR-Delegation in Kopenhagen, London, Calgary, Paris und Lillehammer.

## Ehrenamt
Von 1985 bis 1995 war Veith als Gemeindevertreter in Wöllstadt Vorsitzender des Sozialausschusses und Mitglied des Haupt- und Finanzausschusses. Von 1983 bis 1991 war er zudem im katholischen Pfarrgemeinderat der Pfarrei St. Stephanus tätig. Außerdem ist Veith Vorsitzender und Mitglied in verschiedenen Aufsichtsräten, Kuratorien und Beiräten. Seit Anfang 2012 ist er ehrenamtlicher Kreisbeigeordneter des Wetteraukreises.

## Privates
Veith ist römisch-katholisch getauft, verheiratet und hat eine Tochter. Er lebt mit seiner Familie in Bad Nauheim.